# Serguei Karamtxakov
Serguei Karamtxakov   (26 d'agost de 1962 - Abakan, 1993) fou un lluitador rus, especialista en lluita lliure, que va competir sota bandera de la Unió Soviètica durant la dècada de 1980.
El 1988 va prendre part en els Jocs Olímpics d'Estiu de Seül, on guanyà la medalla de bronze en la competició del pes mini mosca del programa lluita lliure.
En el seu palmarès també destaca una medalla de bronze al Campionat del Món de 1987 i dos campionats soviètics, el 1987 i 1990.